# 弗雷迪·巴雷罗
弗雷迪·巴雷罗（西班牙語：Fredy Bareiro，1982年3月27日—），巴拉圭男子足球运动员，司职前锋。他曾代表巴拉圭国奥队参加2004年夏季奥林匹克运动会足球比赛，获得一枚银牌。